# Spring Break
Spring Break bzw. Springbreak (englisch für Frühlingsferien) ist eine meist einwöchige, manchmal auch zweiwöchige Pause des Studienbetriebes (Semesterferien) an den Colleges und Universitäten der USA. Für Hochschulen mit Quartalssystem kommt die Studienpause zum Ende des Winterquartals und vor Beginn des Frühlingsquartals; für solche mit dem Semestersystem ist es oft mitten im Winter- bzw. Frühlingssemester, das meist von Januar bis Mai läuft. Generell fällt das Springbreak in den Zeitraum von Ende Februar bis Mitte April. Schon Anfang September werben spezielle Springbreak-Reiseveranstalter in den Universitäten für Reisen in der kommenden Semesterpause.

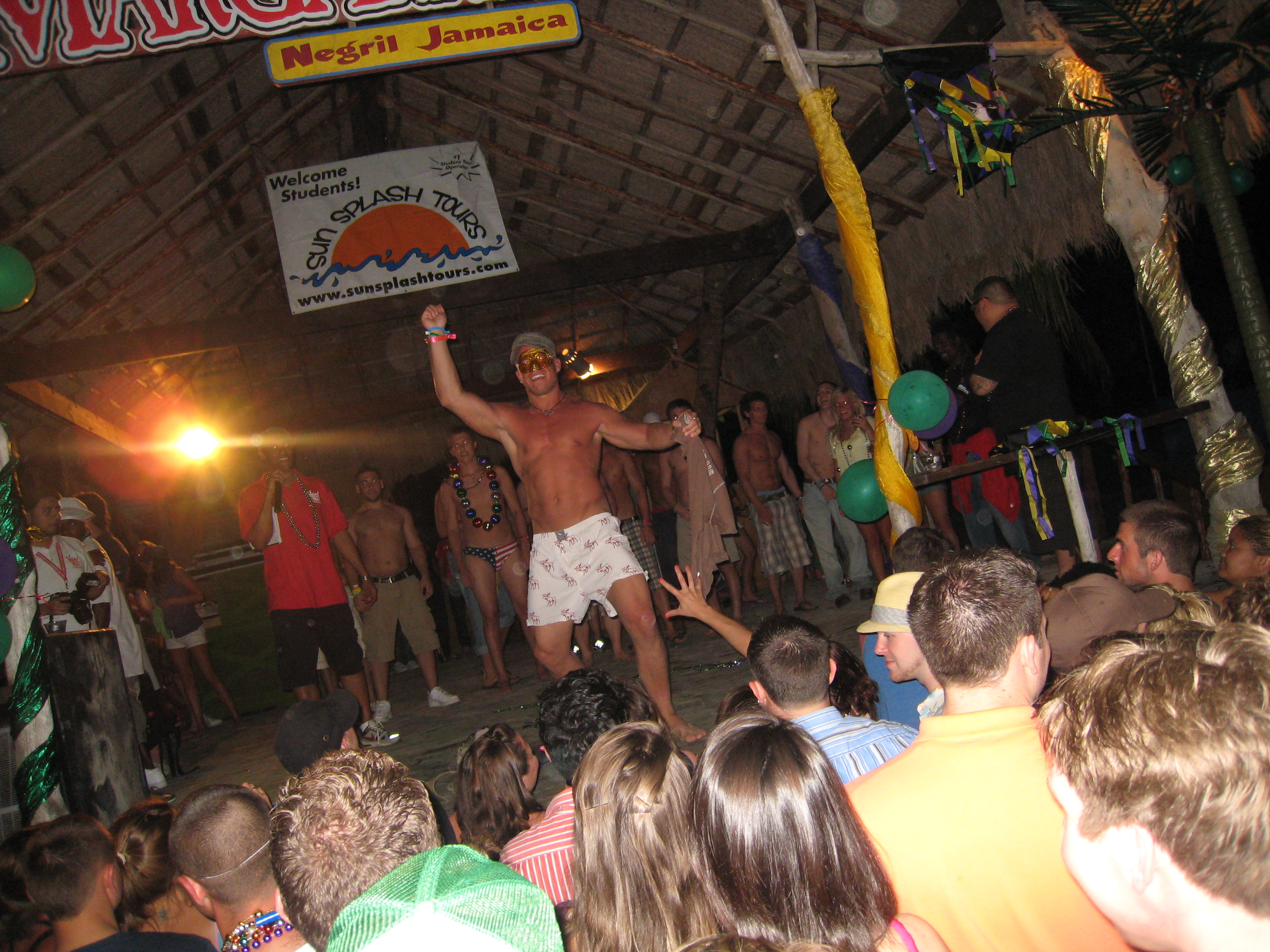
Spring-Break-Veranstaltung in Negril, Jamaika, 2009

## Inhalte
Während des Springbreak suchen Studenten oft warme Orte der USA, Mexiko oder die Karibik auf, um sich vom Studienalltag vor allem durch ausgiebige Feiern zu erholen. Dabei kommt es auch zu starkem Alkohol- und Drogenkonsum, sexueller Freizügigkeit, Promiskuität und öffentlicher Zurschaustellung von Nacktheit. Des Weiteren suchen die Studenten nach Betätigungsmöglichkeiten, die als etwas verrückt gelten, beispielsweise Teilnahme an skurrilen Wettfahrten mit den verschiedensten Fahrzeugen. Für sozial engagierte Studenten werden alternative Pauschalreisen angeboten, etwa um Menschen in ärmeren Regionen der Welt zu unterstützen oder die Natur in anderen Ländern zu erleben.
Vermehrt werden seit den 2000er Jahren auch in Europa spezielle Springbreak-Reisen und -Veranstaltungen angeboten.

## Reiseziele

### Amerika und Karibik
Die Stadt Fort Lauderdale in Florida war der Ausgangsort und über viele Jahre auch das Hauptziel der Springbreak-Touristen. Als das Springbreak in Fort Lauderdale 1985 seinen Höhepunkt mit 350.000 Collegestudenten erreichte, waren die dortigen Einwohner so erbost über die Schäden, die von den Urlaubern verursacht wurden, dass die örtlichen Behörden Verordnungen verabschiedeten, die das Feiern beschränkten. Außerdem verkündete der Bürgermeister über die Fernsehshow Good Morning America (ABC): „Ihr könnt hier nicht mehr herkommen.“ Derzeit kommen jährlich noch etwa 15.000 Studenten nach Fort Lauderdale.
Die Feierwilligen wichen daraufhin in die liberalere Stadt Daytona Beach, Florida aus, bevor auch diese Stadt ähnliche Restriktionen wie Fort Lauderdale verhängte. Die Anzahl der Studenten (von über 200.000 pro Jahr in den Spitzenzeiten) sank daraufhin in den letzten Jahren wieder so stark, dass die Stadt inzwischen keine offiziellen Statistiken mehr führt. Panama City Beach, Florida und South Padre Island, Texas sind beliebte Spring-Break-Ziele, besonders für Studenten aus dem Süden und Mittleren Westen der USA.
Durch die Anhebung des Mindestalters für Alkoholkonsum auf 21 Jahre im Jahr 1984 mit einhergehenden Restriktionen in den meisten US-Staaten wurden benachbarte ausländische Ziele mit niedrigerem Mindestalter oder lockeren Kontrollen sprunghaft populärer. Die beliebtesten Spring-Break-Orte außerhalb der USA sind Acapulco, Cancún, Cabo San Lucas, Puerto Vallarta in Mexiko, sowie Jamaika und die Bahamas. 2008 reisten laut einer Schätzung eine Million Studenten zum Springbreak an diese Orte.

### Europa
Sowohl bei europäischen als auch bei außereuropäischen Jugendlichen werden Ziele in Europa zunehmend beliebter. Während diese früher vor allem schlicht als Jugendreisen, Abiturfahrten oder Abschlussreisen beworben wurden, sprechen die Veranstalter heute auch von Springbreaks. So werden beispielsweise Lloret de Mar, Magaluf, Ibiza, Mykonos, Rimini, Salou, Siófok, der Sonnenstrand und der Goldstrand für solche Reisen beworben.